# Republic P-43 Lancer
O Republic P-43 Lancer foi um caça todo em metal, monoplano e monomotor, construído pela Republic Aviation. Foi usado durante a Segunda Guerra Mundial por vários países. Apesar de não ser o melhor caça do mundo, tinha uma boa performance a nível de altitude a que conseguia voar e no alcance que conseguia atingir.